# Monticola rufocinereus
Roqueiro-pequeno ou melro-das-rochas-pequeno (Monticola rufocinereus) é uma espécie de ave da família Muscicapidae.
Pode ser encontrada nos seguintes países: Eritreia, Etiópia, Quénia, Omã, Arábia Saudita, Somália, Sudão, Tanzânia, Uganda e Iémen.
Os seus habitats naturais são: florestas secas tropicais ou subtropicais , savanas áridas e matagal árido tropical ou subtropical.